# 462 هـ
462 هـ هي سنة في التقويم الهجري امتدت مقابلةً في التقويم الميلادي بين سنتي 1069 و1070.

## مواليد
- أبو الكرم الشهرزوري

## وفيات
- أبو الوليد بن جهور
- صاعد الأندلسي